# Rydénskan
Rydénskan är ett bostadsområde norr om Ronneby centrum. Området byggdes ut med friliggande villor under 1940- och 1950-talen. Under 1960-talet tillkom ett antal flerbostadshus på områdets östra sida invid Kallingevägen. Innan området exploaterades utgjorde platsen potatisåker och betesmarker som tillhörde Rydénska gården, från vilken området också fått sitt namn. Rydénskan gränsar i öster till bostadsområdet Kalleberga Hallar.